# Tourriers
Tourriers är en kommun i departementet Charente i regionen Nouvelle-Aquitaine i västra Frankrike. Kommunen ligger  i kantonen Saint-Amant-de-Boixe som ligger i arrondissementet Angoulême. År 2022 hade Tourriers 787 invånare.

## Befolkningsutveckling
Antalet invånare i kommunen Tourriers
Referens:INSEE